# Gustav Kafka
Gustav Kafka (* 23. Juli 1883 in Wien; † 12. Februar 1953 in Veitshöchheim bei Würzburg) war ein deutscher Philosoph und Psychologe.

## Leben
Nach dem Studium ab 1902 in Wien, Göttingen und Leipzig erfolgte 1906 an der Universität Leipzig die Promotion in Philosophie (Über das Ansteigen der Tonerregung) bei Wilhelm Wundt. In München schloss sich 1911 die Habilitation an (Versuch einer kritischen Darstellung der neueren Anschauungen über das Ichproblem, 1910) und 1915 wurde er außerordentlicher Professor. Kafka erhielt dort 1919 einen Lehrauftrag über „angewandte Psychologie, hauptsächlich zur Unterweisung in den Methoden der Berufseignungsprüfung“.
Am 1. April 1923 folgte die Berufung als ordentlicher Professor für Philosophie und Pädagogik an die TH Dresden. In den Folgejahren hielt er vermehrt Vorlesungen und außerdem Praktika für die Lehrerausbildung. Nach der Gründung des Instituts für Philosophie, Psychologie und Pädagogik wurde Kafka 1928 dessen Mitdirektor. Im Wintersemester 1929/30 erhielt er eine Gastprofessur an der Johns Hopkins University, Baltimore Md, USA.
Aus Protest gegen die Judenverfolgung in Deutschland und gegen den Ausschluss jüdischer Kollegen aus der Deutschen Gesellschaft für Psychologie erwirkte er 1934 seine Emeritierung. Während des „Dritten Reichs“ schrieb er wissenschaftliche Arbeiten nur noch als Privatmann. In dieser Zeit war er zahlreichen Repressalien ausgesetzt, wie man sie in den „Tagebüchern“ seines Dresdner Kollegen Victor Klemperer (Ich will Zeugnis ablegen bis zum letzten) nachlesen kann. Sein 1949 erschienenes Buch Was sind Rassen?, an dem er in der Zeit des Nationalsozialismus im Verborgenen gearbeitet hatte, stellt einen Versuch dar, die nationalsozialistischen Rassentheorien wissenschaftlich zu widerlegen. Erst in der Nachkriegszeit erschienen, stieß das Werk allerdings nur auf geringes Interesse.
Neben den Professoren Gehrig und Klemperer, erhielt auch Kafka bereits im Jahr 1945 eine Zusage zur Wiedereinstellung an die TH Dresden.
1947 erhielt Kafka eine Berufung an die Universität Würzburg auf den Lehrstuhl für Philosophie und Psychologie, wo er mit Hans Meyer Vorstand des Philosophischen Seminars und alleiniger Vorstand des Psychologischen Instituts war, an welchem Wilhelm Josef Revers zunächst als Kafkas Assistent wirkte. Im Jahr 1952 wurde Kafka dort emeritiert. 1948 war er Wiedergründer der Deutschen Gesellschaft für Psychologie in der amerikanischen Besatzungszone und ab 1951 bis zu seinem Tod Anfang 1953 Vorsitzender der 1949 wiedervereinigten Gesellschaft in den Westzonen bzw. der BRD.
Aus seiner ersten Heirat hatte er zwei Söhne (Gustav Eduard, * 4. Februar 1907 in München; † 17. Januar 1974 in Graz, Jurist und Politikwissenschaftler, und Stefan * 1908; † 8. März 2002 in Rechtmehring). Seine Ehefrau starb 1924 vor der Übersiedlung nach Dresden. Aus einer zweiten Heirat 1925 entstammt eine Tochter (Maria Theresia, * 1926 in Dresden; † 30. August 2022 in München). Die Familie wurde im Februar 1945 in Dresden ausgebombt und ist 1947 nach Veitshöchheim gezogen.

## Werke (Auswahl)
- Einführung in die Tierpsychologie
- Aristoteles, 1922
- Geschichtsphilosophie der Philosophiegeschichte, 1933
- Naturgesetz, Freiheit und Wunder, 1940
- Was sind Rassen?, 1949
- Freiheit und Anarchie, 1949
- Herausgeber: „Geschichte der Philosophie in Einzeldarstellungen“, 1921–1933
- Herausgeber: „Handbuch der Vergleichenden Psychologie“, ab 1922; sein Beitrag darin „Tierpsychologie“
- Mitherausgeber (mit V. E. von Gebsattel): „Jahrbuch für Psychologie und Psychotherapie“, 1952